# کلسیم گلوکونات
کلسیم گلوکونات ( Ca(C۶H۱۱O۷)۲ (به انگلیسی: Calcium gluconate)
رده درمانی: املاح و مواد ضروری بدن .
اشکال دارویی: قرص، شربت، آمپول

## موارد مصرف
در درمان هیپوکلسمی، مصرف بیش از حد سولفات منیزیوم، هایپرکالمی، درمان سوختگی با اسید هیدروفلوریک وایست قلبی به کار می رود.

## مکانیسم اثر
کلسیم گلوکونات دارای کلسیم است و کلسیم برای عملکرد صحیح دستگاه عصبی، عضلانی، اسکلتی و قلب ضروری است. کلسیم به صورت گلوکونات در بسیاری از فراورده های مکمل کلسیم وجود دارد.

## عوارض جانبی
تهوع، یبوست و افزایش جریان ادرار. تزریق داخل عروقی سریع آن حتی ممکن است موجب آریتمی قلبیو باعث ایست قلبی شود. کاهش فشار خون، برافروختگی یا احساس گرما، ضربان نامنظم قلب، تهوع یا استفراغ، قرمزی پوست، درد یا سوزش در محل تزریق، تعریق، گزگز و کاهش فشار خون با تزریق املاح کلسیم گزارش شده است.

## موارد منع مصرف
فراورده های حاوی کلسیم در زیادی اولیه یا ثانویه کلسیم خون، افزایش کلسیم ادرار، سنگهای کلسیمی در کلیه، سارکوئیدوز و مسمومیت با دیژیتال نباید مصرف شود.